# Fitchiella minor
Fitchiella minor är en insektsart som beskrevs av Lawson 1933. Fitchiella minor ingår i släktet Fitchiella och familjen Caliscelidae. Inga underarter finns listade i Catalogue of Life.